# Cambuci (bairro de São Paulo)
Cambuci é um bairro situado na região central do município de São Paulo pertencente ao distrito do Cambuci. Conhecido desde o século XVI, é um dos bairros mais antigos do município.. 
Está localizado a sudeste do marco zero da Praça da Sé. Tem como vizinhos o bairro da Mooca a leste e norte, Vila Mariana e Ipiranga ao sul, Aclimação e Liberdade a oeste.

## História

### Topônimo
A origem do nome do bairro Cambuci tem duas possíveis versões, uma delas diz que o nome veio do tupi-guarani "cambuci" que significa "pote", e que passava na região do largo (com cinco ruas que antigamente eram passagem obrigatória) um córrego que tinha o nome de "Cambuci". O nome do largo no início era Largo do Pote e depois ficou Largo do Cambuci. A outra versão é que o nome faz uma referência a um certo tipo de árvore chamada também "cambuci", da família das Mirtáceas, que era bastante comum nesta região, e desta árvore, era extraída pelos moradores um fruto chamado "cambricique" utilizado na fabricação de pinga na época. O crescimento da região fez surgir o bairro no ano de 1906.
Nos primórdios do município de São Paulo de Piratininga, a região de Cambuci era utilizada como trilha para poder chegar no Caminho do Mar e que, por fim, chegasse ao município de Santos. Durante o caminho, os tropeiros lavavam seus pés no Córrego do Lava Pés, que tem este nome justamente pelo seu uso, além disso, descansavam por algum tempo alimentando os seus animais de carga. Devido ao uso constante dessa região surgiu a necessidade de desenvolver ao redor da trilha um pequeno comércio e algumas chácaras, sítios e fazendas, e isso ocorreu a partir de 1850.
Nos anos de 1870 foi construída a Capela Nossa Senhora de Lourdes por Eulália Assunção e Silva (1834-1894), devota da santa. A capela tem o mesmo estilo da gruta localizada na França em Lourdes.
O bairro do Cambuci foi considerado por moradores, durante o século XX, o berço do Anarquismo, já que era alvo de muitas manifestações operárias. Além disso, houve durante a Revolta Paulista de 1924 a ocupação de rebeldes na Igreja da Glória (na época, Igreja do Cambucy), liderada pelo general Isidoro Dias Lopes pela sua localização no ponto mais alto da região. Durante 23 dias, os operários tomaram aquele espaço e enfrentaram as tropas legalistas para que, assim, tivessem a queda do presidente Artur Bernardes. Portanto, o Cambuci foi um dos palcos da revolução junto com o Brás e a Mooca, os quais no fim ficaram devastados.
Em contrapartida a toda destruição, Cambuci teve Alfredo Volpi como morador fiel a região, ele representou em sua arte também nos distritos do Brás e Ipiranga.
Apesar de já existir ocupação do local desde os primórdios do município, o bairro surgiu oficialmente apenas em 1906. Na época, era apenas passagem para o centro, sendo ocupado majoritariamente por fazendas e plantações. Com a oficialização, as ruas foram criadas e os terrenos foram loteados.
Nas décadas seguintes, acompanhando a industrialização do país, toda a região, incluindo os bairros vizinhos, Ipiranga e Mooca, serviu à instalação de diversas fábricas, o que atraiu grande massa de trabalhadores imigrantes, especialmente italianos e sírios-libaneses, a viver no bairro, delineando características do bairro preservadas até hoje, como velhos galpões fabris e sobradinhos operários.
A partir da década de 1970, as fábricas começaram a abandonar o bairro, seguindo a tendência de se mudar para locais mais afastados na Região Metropolitana de São Paulo e no Interior de São Paulo. O bairro, aos poucos, mudou seu aspecto fabril para se tornar um bairro de serviços, passando a concentrar grande variedade de comércios no eixo do Largo do Cambuci e Avenida Lins de Vasconcelos.
Os terrenos abandonados deixados pelas antigas fábricas atraíram os moradores sem-teto, e em contrapartida, há espaços de intervenções artísticas, como o grafite. Um dos maiores exemplos são as obras d'Os Gêmeos, principais expoentes do grafite paulistano atual e originários deste bairro.

## Atualidade
As estações de metrô mais próximas e que servem o bairro são a Estação Pedro II, que integra a Linha 3 do Metrô de São Paulo (Vermelha), Estação Japão Liberdade e Estação São Joaquim, ambas pertencem a Linha 1 do Metrô de São Paulo (Azul). Também contará com a futura estação Lins de Vasconcelos, da Linha 16 do Metrô de São Paulo (Violeta), ou extenção da Futura Linha 6 Laranja do Metrô até o largo do Cambuci 
O Cambuci também é atendido pela linha de BRT Expresso Tiradentes, com as estações Ana Nerie Alberto Lion, que estão dentro do bairro. Estas possuem integração com as linhas 2 e 3 do Metrô de São Paulo, além de diversas linhas de ônibus para outras regiões da capital.
Com várias opções de lojas, alimentação e lazer, as unidades de comércios/serviços do bairro se concentram no eixo do Largo do Cambuci, que passou por uma revitalização no ano de 2022.
Em 2022, foi anunciada a construção de um shopping center com rooftop. Com investimento de 300 milhões do grupo Partage, o empreendimento localizado na Avenida do Estado deve contar com 250 lojas.
O Cambuci foi listado entre os bairros mais caros da cidade de São Paulo no quarto trimestre de 2022. Chegou a ultrapassar o valor por metro quadrado de bairros como a Mooca, Vila Prudente e Tatuapé. Além disso, temos projetos grandes de incorporadoras renomadas como a Direcional Engenharia, que irá realizar um projeto na rua do Lavapés com mais de 35 torres residenciais, um mini shopping de 15 lojas e uma praça central ligando as ruas Junqueira Freire, Otto de Alencar, rua do Lavapés e Cesário Ramalho. O bairro é classificado pelo CRECI como "Zona de Valor C", assim como outros bairros da capital como Santana, Tatuapé e Barra Funda.

### Visão geral
Localizado entre Vila Mariana,  Liberdade e  Mooca por um bom tempo a região somente observou a evolução vertical de seus vizinhos, como a  Aclimação; porém, nos últimos tempos, estão sendo lançados quase trezentos novos empreendimentos imobiliários que iram ou estão ajudando a valorizar ainda mais o bairro.
Em 2010 foi exibida pela Rede Globo, a telenovela Passione, no horário das 20 horas. A novela tinha em seu enredo a personagem Clô Souza e Silva, interpretada pela atriz Irene Ravache, divertida e falante que tinha origem humilde e que só depois de atingir uma certa idade, consegue realizar seu maior sonho de ficar rica, e ao subir de nível, consegue se mudar para o bairro do Cambuci.